# Ann Haydon-Jones
Adrianne »Ann« Shirley Haydon-Jones, angleška tenisačica, * 7. oktober 1938, Kings Heath, Birmingham, Anglija, Združeno kraljestvo.
Ann Haydon-Jones se je v posamični konkurenci devetkrat uvrstila v finale turnirjev za Grand Slam, osvojila je Amatersko prvenstvo Francije v letih 1961 in 1966 ter Odprto prvenstvo Anglije leta 1969. Še trikrat se je uvrstila v finale turnirjev za Odprto prvenstvo Francije, enkrat Odprto prvenstvo Anglije in dvakrat Nacionalno prvenstvo ZDA, v letih 1961 in 1967. Na turnirjih za Odprto prvenstvo Avstralije se je najdlje uvrstila v polfinale leta 1969. V konkurenci ženskih dvojic je trikrat osvojila Odprto prvenstvo Francije, v konkurenci mešanih dvojic pa po enkrat Odprto prvenstvo Avstralije in Odprto prvenstvo Anglije. Leta 1969 je bila izbrana za BBC-jevo športno osebnost leta. Leta 1985 je bila sprejeta v Mednarodni teniški hram slavnih.

## Finali Grand Slamov

### Posamično (9)

#### Zmage (3)
| Leto | Turnir                           | Nasprotnica v finalu | Rezultat finala |
| 1961 | Amatersko prvenstvo Francije     | Yola Ramírez         | 6–2, 6–1        |
| 1966 | Amatersko prvenstvo Francije (2) | Nancy Richey         | 6–3, 6–1        |
| 1969 | Odprto prvenstvo Anglije         | Billie Jean King     | 3–6, 6–3, 6–2   |

#### Porazi (6)
| Leto | Turnir                        | Nasprotnica v finalu | Rezultat finala |
| 1961 | Nacionalno prvenstvo ZDA      | Darlene Hard         | 6–3, 6–4        |
| 1963 | Amatersko prvenstvo Francije  | Lesley Turner Bowrey | 2–6, 6–3, 7–5   |
| 1967 | Prvenstvo Anglije             | Billie Jean King     | 6–3, 6–4        |
| 1967 | Nacionalno prvenstvo ZDA (2)  | Billie Jean King     | 11–9, 6–4       |
| 1968 | Odprto prvenstvo Francije (2) | Nancy Richey         | 5–7, 6–4, 6–1   |
| 1969 | Odprto prvenstvo Francije (3) | Margaret Court       | 6–1, 4–6, 6–3   |

### Ženske dvojice (6)

#### Zmage (3)
| Leto | Turnir                        | Partnerica      | Nasprotnici v finalu          | Rezultat finala |
| 1963 | Amatersko prvenstvo Francije  | Renee Schuurman | Margaret Court Robyn Ebbern   | 7–5, 6–4        |
| 1968 | Odprto prvenstvo Francije (2) | Françoise Dürr  | Rosie Casals Billie Jean King | 7–5, 4–6, 6–4   |
| 1969 | Odprto prvenstvo Francije (3) | Françoise Dürr  | Margaret Court Nancy Richey   | 6–0, 4–6, 7–5   |

#### Porazi (3)
| Leto | Turnir                       | Partnerica          | Nasprotnici v finalu          | Rezultat finala |
| 1960 | Amatersko prvenstvo Francije | Patricia Ward Hales | Maria Bueno Darlene Hard      | 6–2, 7–5        |
| 1960 | Nacionalno prvenstvo ZDA     | Deidre Catt         | Maria Bueno Darlene Hard      | 6–1, 6–1        |
| 1968 | Odprto prvenstvo Anglije     | Françoise Dürr      | Rosie Casals Billie Jean King | 9–11, 6–4, 6–2  |

### Mešane dvojice (5)

#### Zmage (1)
| Leto | Turnir                      | Partner     | Nasprotnika v finalu         | Rezultat finala       |
| 1969 | Odprto prvenstvo Anglije    | Fred Stolle | Judy Tegart Tony Roche       | 6–2, 6–3              |
| 1969 | Odprto prvenstvo Avstralije | Fred Stolle | Margaret Court Marty Riessen | finale ni bil odigran |

#### Porazi (4)
| Leto | Turnir                           | Partner        | Nasprotnika v finalu                 | Rezultat finala |
| 1960 | Amatersko prvenstvo Francije     | Roy Emerson    | Maria Bueno Bob Howe                 | 1–6, 6–1, 6–2   |
| 1962 | Prvenstvo Anglije                | Dennis Ralston | Margaret Osborne duPont Neale Fraser | 2–6, 6–3, 13–11 |
| 1966 | Amatersko prvenstvo Francije (2) | Clark Graebner | Annette Van Zyl Frew McMillan        | 1–6, 6–3, 6–2   |
| 1967 | Amatersko prvenstvo Francije (3) | Ion Ţiriac     | Billie Jean King Owen Davidson       | 6–3, 6–1        |